# Parlement croupion
Cet article concerne parlement croupion anglais. Pour parlement croupion de Stuttgart, voir parlement croupion allemand.

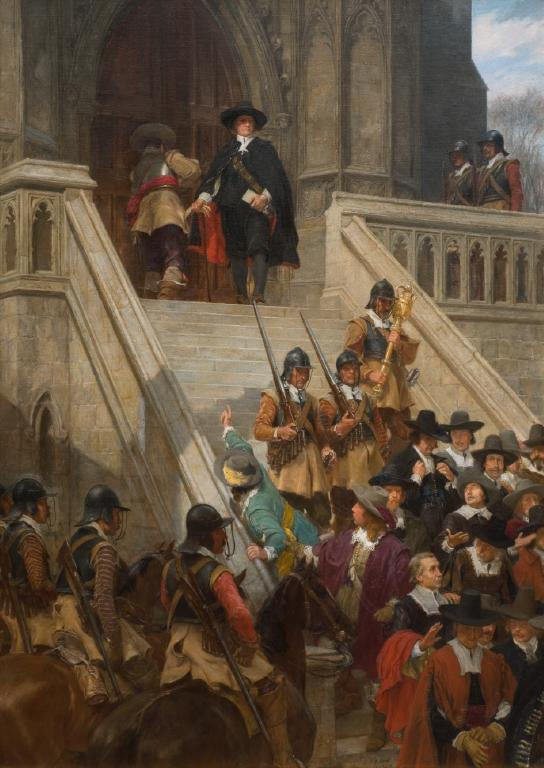
Oliver Cromwell dissolvant le Long Parlement.

Le Parlement croupion (anglais : Rump Parliament, rump signifiant « tronqué » ou « restant ») est ce qui reste du Long Parlement anglais après la purge de Pride du 6 décembre 1648. Il va siéger du 6 décembre 1648 au 20 avril 1653.

## Contexte
La deuxième guerre civile anglaise s'est terminée en août 1648 par la défaite des troupes royales. Charles Ier est prisonnier et une partie des membres du Parlement continue à négocier avec lui. Cependant les éléments les plus radicaux de l'armée y sont opposés et exigent que le roi soit jugé pour trahison. Le 20 novembre, le Conseil de l'armée adresse au Parlement la Remontrance de l'armée, document réclamant la déchéance du roi qui était alors détenu dans l'île de Wight.
Le Parlement repousse la Remontrance de l'armée le 1er décembre par 125 voix contre 58. L'armée passe alors au coup de force et se rend maîtresse de la personne du roi. Ireton était partisan d'une dissolution complète, mais c'est l'idée de Fairfax d'écarter les éléments timorés qui est retenue.
Le 6 décembre 1648, Thomas Pride, un proche de Cromwell, occupe les accès du Parlement avec deux régiments et écarte les députés dont les noms figurent sur une liste d'exclusion. Cette purge se poursuit les jours suivants, réduisant le Parlement à une soixantaine de membres.
Alors que se déroule le procès du roi, le Conseil de l'armée, s'inspirant du manifeste Agreement of the People, remet une nouvelle pétition au Parlement rédigée par le niveleur Robert Lilburne (en). Cette pétition appelle à la dissolution du Parlement et à de nouvelles élections. Le 4 janvier 1649, le Parlement fait voter la condamnation du roi et établit sa souveraineté en s'autoproclamant « pouvoir suprême de la nation », pouvant légiférer sans la Chambre des lords et sans le souverain.
Le Parlement enterre le projet de Lilburne, et l'agitation populaire et les mutineries sont réprimées par Cromwell et Fairfax en mai 1649. Le calme revenu, les parlementaires proclament le 19 mai 1649 la république sous le nom de Commonwealth. Le pouvoir exécutif est confié à un Conseil d'État, dont l'influence demeure, en réalité, toute relative, du fait du poids de l'armée.
Le Parlement croupion, au fil du temps, est de plus en plus déconsidéré. Ses membres s'attachent à leurs privilèges. Le 20 avril 1653, Cromwell décide sa dissolution par un coup de force. Un plaisantin inscrira sur la porte « Chambre à louer, non meublée ».
Il est remplacé en juin 1653 par une Représentation de 140 membres désignés par le Conseil d'État sous l'influence de Cromwell, ce que les historiens anglais désignent sous le nom de Parlement de Barebone (Parlement décharné).